# Сен-Пьер-д’Антремон (Изер)
Сен-Пьер-д'Антремон (фр. Saint-Pierre-d'Entremont) — коммуна во Франции, находится в регионе Рона — Альпы. Департамент коммуны — Изер. Входит в состав кантона Шартрёз-Гье. Округ коммуны — Гренобль.
Код INSEE коммуны — 38446. Население коммуны на 2006 год составляло 567 человек. Населённый пункт находится на высоте от 598 до 2047 метров над уровнем моря. Муниципалитет расположен на расстоянии около 470 км юго-восточнее Парижа, 90 км юго-восточнее Лиона, 28 км севернее Гренобля. Мэр коммуны — Jean-Paul Petit, мандат действует на протяжении 2008—2014 гг.
Динамика населения (INSEE):